# Lloro negre de les Comores
El lloro negre de les Comores (Coracopsis sibilans) és un ocell de la família dels psitacúlids (Psittaculidae).

## Hàbitat i distribució
Habita els boscos de Grande Comore i Anjouan, a les illes Comores.

## Taxonomia
Considerada una subespècie del lloro negre petit, va passar a ser considerad una espècie de ple dret arran Kundu et al. 2012.